# سمفونی شماره ۱ (هایدن)
سمفونی شماره ۱ (به انگلیسی: Symphony No. 1) در رِ ماژور، هوبوکن یک/۱ (Hoboken I/1)، یکی از سمفونی‌های آغازین یوزف هایدن است. او این اثر را در سه موومان و در سال ۱۷۵۹، زمانی که در دولنی لوکاویتسه سکونت داشت، خلق کرد.